# Шарль-Жак Понсе
Шарль-Жак Понсе (*Charles-Jacques Poncet, 1655 — 1706) — французький мандрівник та дослідник.

## Життєпис
Про родину замало відомостей. Народився 1655 року у містечку Сен-Клод (Бургундія). Здобув лікарську освіту. У 1691 році на запрошення французького консула Франсуа Бенуа де Майлльє прибув до Каїра, де розпочав медичну практику.
У 1698 році Понсе, перебуваючи в Каїрі, був запрошений до Ефіопії її негусом Йясу I. Приєднавшись наприкінці травня до єзуїтської місії, Ш. Понсе піднявся по Нілу — з обходом через Нубійську пустелю порогів вище Асуана — і Блакитним Нілом в лютому 1699 року дістався до міста Сеннар, де провів 3 місяці. Звідти він проїхав на схід до столичного міста Гондер, що на Ефіопському нагір'ї на північ від озера Тана.
Вилікувавши негуса, Понсе вирушив далі. Перед тим переконав негуса відправити посольство до короля Людовика XIV. Понсе перетнув гірську Північну Ефіопію від Гондера до порту Массауа на Червоному морі, куди прибув у вересні 1699 року, пов'язавши таким чином свій маршрут зі звичайним португальським (Червоним морем до Єгипту). Тим самим остаточно встановив зв'язок Ефіопії зі Середземним морем по річці Ніл. Через Червоне море Шарль-Жак Понсе повернувся до Нижнього Єгипту, а звідти рушив до Франції. 1701 року склав Звіт про поїзду до Ефіопії (фр. Relation de mon voyage d'Éthiopie, 1698-1701).
У 1702 році був на аудієнції короля, але внаслідок втратити значної кількості подарунків ефіопського негуса, Понсе не отримав нагород від Людовика XIV. У 1703 році повернувся до Каїра. Після цього подорожував північною Аравією, Сирією, Палестиною. Зрештою оселився в Персії, при дворі шаха в Ісфагані. Тут помер у 1706 році.